# Hans Klenk (Rennfahrer)
Hans Klenk (* 28. Oktober 1919 in Künzelsau; † 24. März 2009 in Vellberg) war ein deutscher Rallye- und Automobilrennfahrer, Beifahrer, Guinnessbuch-Weltrekordhalter und Erfinder des sogenannten Rallye-„Gebetbuches“.

## Karriere
Da Klenk bereits im Alter von elf Jahren mit dem Segelfliegen begann, bekam er im Jahre 2000 einen Eintrag im Guinness-Buch der Rekorde.
Ferner zählt er als Erfinder des sogenannten „Gebetbuches“: Ein Streckenbuch mit Niederschriften über die Besonderheiten einer Rennstrecke, aus dem der Beifahrer während einer Rallye dem Fahrer die entsprechenden Informationen zur Streckenbeschaffenheit gibt.
Wegen eines schweren Unfalles bei einer Testfahrt im August 1953 musste Klenk seine Rennfahrerkarriere beenden.

## Rennwagen
- Veritas mit austauschbaren Karosserien (Monoposto für kurvenreiche Strecken und Stromlinie)
- Mercedes-Benz 300 SL

## Ausgewählte Rennen
- 1951 erstes Rennen auf dem Nürburgring, von letztem Platz gestartet wurde er Vierter. Mercedes wurde auf den Neuling aufmerksam.
- 1952 als Beifahrer von Karl Kling zweiter Platz bei der Mille Miglia im Mercedes-Benz 300 SL
- 1952 24-Stunden-Rennen von Le Mans, Ausfall wegen defekter Lichtmaschine
- 1952 als Beifahrer zusammen mit Karl Kling Sieger der Carrera Panamericana, im Mercedes-Benz 300 SL – trotz Kollision mit einem Geier, der die Windschutzscheibe durchschlug und Klenk verletzte
- 1953 Sieg beim AVUS-Rennen auf Borgward

## Statistik

### Statistik in der Automobil-Weltmeisterschaft

#### Gesamtübersicht
| Saison | Team       | Chassis        | Motor          | Rennen | Siege | Zweiter | Dritter | Poles | schn. Rennrunden | Punkte | WM-Pos. |
| ------ | ---------- | -------------- | -------------- | ------ | ----- | ------- | ------- | ----- | ---------------- | ------ | ------- |
| 1952   | Hans Klenk | Veritas Meteor | Veritas 2.0 L6 | 1      | −     | −       | −       | −     | −                | −      | NC      |
| Gesamt | Gesamt     | Gesamt         | Gesamt         | 1      | −     | −       | −       | −     | −                | −      |         |

#### Einzelergebnisse
| Saison | 1 | 2 | 3 | 4 | 5  | 6   | 7 | 8 | 9 |
| ------ | - | - | - | - | -- | --- | - | - | - |
| 1952   |   |   |   |   |    |     |   |   |   |
|        |   |   |   |   | 11 |     |   |   |   |
| 1953   |   |   |   |   |    |     |   |   |   |
|        |   |   |   |   |    | DNA |   |   |   |

| Legende  | Legende            | Legende                                                          |
| Farbe    | Abkürzung          | Bedeutung                                                        |
| -------- | ------------------ | ---------------------------------------------------------------- |
| Gold     | –                  | Sieg                                                             |
| Silber   | –                  | 2. Platz                                                         |
| Bronze   | –                  | 3. Platz                                                         |
| Grün     | –                  | Platzierung in den Punkten                                       |
| Blau     | –                  | Klassifiziert außerhalb der Punkteränge                          |
| Violett  | DNF                | Rennen nicht beendet (did not finish)                            |
| Violett  | NC                 | nicht klassifiziert (not classified)                             |
| Rot      | DNQ                | nicht qualifiziert (did not qualify)                             |
| Rot      | DNPQ               | in Vorqualifikation gescheitert (did not pre-qualify)            |
| Schwarz  | DSQ                | disqualifiziert (disqualified)                                   |
| Weiß     | DNS                | nicht am Start (did not start)                                   |
| Weiß     | WD                 | zurückgezogen (withdrawn)                                        |
| Hellblau | PO                 | nur am Training teilgenommen (practiced only)                    |
| Hellblau | TD                 | Freitags-Testfahrer (test driver)                                |
| ohne     | DNP                | nicht am Training teilgenommen (did not practice)                |
| ohne     | INJ                | verletzt oder krank (injured)                                    |
| ohne     | EX                 | ausgeschlossen (excluded)                                        |
| ohne     | DNA                | nicht erschienen (did not arrive)                                |
| ohne     | C                  | Rennen abgesagt (cancelled)                                      |
| ohne     | keine WM-Teilnahme |                                                                  |
| sonstige | P/fett             | Pole-Position                                                    |
| sonstige | 1/2/3/4/5/6/7/8    | Punktplatzierung im Sprint-/Qualifikationsrennen                 |
| sonstige | SR/kursiv          | Schnellste Rennrunde                                             |
| sonstige | *                  | nicht im Ziel, aufgrund der zurückgelegten Distanz aber gewertet |
| sonstige | ()                 | Streichresultate                                                 |
| sonstige | unterstrichen      | Führender in der Gesamtwertung                                   |

### Le-Mans-Ergebnisse
| Jahr | Team            | Fahrzeug             | Teamkollege | Platzierung | Ausfallgrund |
| ---- | --------------- | -------------------- | ----------- | ----------- | ------------ |
| 1952 | Daimler-Benz AG | Mercedes-Benz 300 SL | Karl Kling  | Ausfall     | Elektrik     |

### Einzelergebnisse in der Sportwagen-Weltmeisterschaft
| Saison | Team       | Rennwagen             | 1   | 2   | 3   | 4   | 5   | 6   | 7   |
| ------ | ---------- | --------------------- | --- | --- | --- | --- | --- | --- | --- |
| 1953   | Alfa Romeo | Alfa Romeo 6C 3000 CM | SEB | MIM | LEM | SPA | NÜR | RTT | CAP |
| 1953   | Alfa Romeo | Alfa Romeo 6C 3000 CM | DNF |     |     |     |     |     |     |